# フランコ・エスコバル
フランコ・ニコラス・エスコバル（Franco Nicolás Escobar, 1995年2月21日 - ）は、アルゼンチン・ロサリオ出身のサッカー選手。ヒューストン・ダイナモ所属。ポジションはディフェンダー（右サイドバック、センターバック）。

## 経歴
ニューウェルズ・オールドボーイズでキャリアをスタートさせ、2015年6月7日にボカ・ジュニアーズ戦でプロデビューを果たした。 2017年12月8日にMLSのアトランタ・ユナイテッドFCと契約した。
2018年のMLSカップ・プレーオフで2ゴールを決めた。そのうちの1ゴールはMLSカップ決勝の2点目である。
2021年2月9日、期限付き移籍の形でニューウェルズへ復帰することが発表された。
2021年12月12日、MLSのロサンゼルスFCへの移籍が発表された。
2023年1月12日、ヒューストン・ダイナモに移籍した。

## タイトル
アトランタ・ユナイテッド
- MLSカップ : 2018

ロサンゼルスFC
- サポーターズ・シールド : 2022
- MLSカップ : 2022